# ويكيبيديا البلغارية
ويكيبيديا البلغارية (بالبلغارية: Българоезичната Уикипедия)‏ هي النسخة البلغارية من موسوعة ويكيبيديا، تاريخ إطلاقها كان في 2003، وفي يونيو 2009 أصبح لديها أكثر من 70,000 مقالة.

## التاريخ

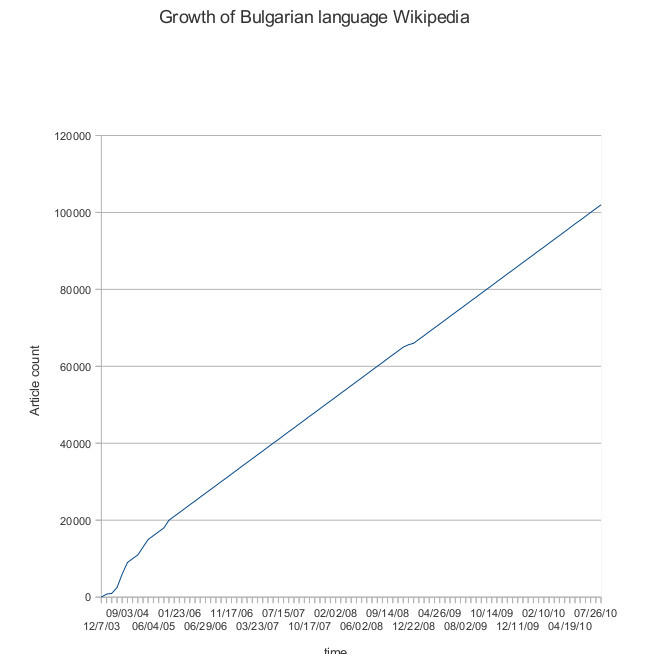
نمو عدد المقالات

أنشئت ويكيبيديا البلغارية في 6 ديسمبر 2003. وفي 2005 وصلت ويكيبيديا البلغارية إلى رقم 20000 مقالة وكانت الويكيبيديا رقم 21 من حيث عدد المقالات في ذلك الوقت. في وقت لاحق من عام 2007، احتلت المرتبة الثلاثين من حيث عدد المقالات في ويكيبيديا، مع أكثر من 50000 مقالة. في 24 مايو 2010، غير شعار ويكيبيديا البلغارية مؤقتًا للاحتفال بذكرى إنشاء المقالة رقم 100,000.

### التقدم
- 3 أكتوبر 2004، أنشئت المقالة رقم 10,000.
- 26 ديسمبر 2007، أنشئت المقالة رقم 50,000.
- 24 مايو 2010، أنشئت المقالة رقم 100,000.
- 17 يوليو 2013، أنشئت المقالة رقم 150,000.
- 12 يونيو 2015، أنشئت المقالة رقم 200,000.

## الإحصائيات
| عدد المستخدمين المسجلين | عدد المستخدمين النشيطين | عدد المقالات | صفحات المحتوى | عدد التعديلات | عدد الملفات المرفوعة | عدد الإداريين |
| ----------------------- | ----------------------- | ------------ | ------------- | ------------- | -------------------- | ------------- |
| 359٬590                 | 653                     | 304٬054      | 686٬132       | 12٬553٬456    | 13                   | 20            |